# Campodorus intermedius
Campodorus intermedius är en stekelart som först beskrevs av Johann Ludwig Christian Gravenhorst 1829.  Campodorus intermedius ingår i släktet Campodorus, och familjen brokparasitsteklar. Arten är reproducerande i Sverige.